# Cyperus blakeanus
Cyperus blakeanus är en halvgräsart som beskrevs av Karen Louise Wilson. Cyperus blakeanus ingår i släktet papyrusar, och familjen halvgräs. Inga underarter finns listade i Catalogue of Life.